# Guatteria odorata
Guatteria odorata är en kirimojaväxtart som beskrevs av Robert Elias Fries. Guatteria odorata ingår i släktet Guatteria och familjen kirimojaväxter. Inga underarter finns listade i Catalogue of Life.